# Ida Ella Ruth Jones
Ida Ella Ruth Jones (* 4. Februar 1874 in Chatham, Pennsylvania; † 31. Januar 1959) war eine US-amerikanische naive Malerin. Sie war eine afroamerikanische Autodidaktin, die in ihren Bildern das Leben im ländlichen Chester County (Pennsylvania) in der ersten Hälfte des 20. Jahrhunderts darstellte.

## Leben und Werk
Jones war die Tochter eines ehemaligen Sklaven und arbeitete auf der Farm ihrer Eltern und kümmerte sich um ihre jüngeren Brüder und Schwestern. 1892 heiratete sie den Pfarrer der Kirche in Ercildoun in Pennsylvania und zog mit ihm zehn Kinder auf, darunter Ida J. Williams, die ihre Biografin war. Sie begann ihre Malerkarriere in den Siebzigern in und um ihr Haus auf einer Farm in Ercildoun, Pennsylvania. Sie malte in den 1940er und 1950er Jahren in Chester County und zeigte viele Aspekte des Familien- und Bauernlebens. Sie malte in Aquarell, Öl und zeichnete mit Bleistift in einem für die Volkskunst typischen Stil. Ihre Arbeiten illustrieren persönliche Beobachtungen des Familien- und Bauernlebens, der Natur, der Landschaften, der frühen Technologien, der menschlichen Interaktion und der Sklaverei. Sie stellte 1950 erstmals auf der 19. jährlichen Frühjahrsausstellung der Chester County Art Association aus. 1950 rief Horace Mann Bond, Historiker und Präsident der Lincoln University, Jones zufällig an, da er nach Informationen über die Underground Railroad in Chester County suchte. Das Haus ihrer Eltern sollte als Station gedient haben. Bond entdeckte bei einem Besuch bei ihr die Gemälde und lud Jones ein, ihre erste Einzelausstellung in der Vail Memorial Library der Lincoln University zu veranstalten.
Ihre Eröffnungsausstellung begeisterte das Ehepaar Townsends, die Sammler von Volkskunst waren. 1952 organisierten die Townsends in ihrem Haus in Cheyney eine zweite Ausstellung, die viele prominente Sammler und Händler auf Jones Kunst aufmerksam machte. Es dauerte nicht lange, bis ihre Bilder in verschiedenen Galerien, der Philadelphia Art Alliance sowie in vielen regionalen Ausstellungen im Chester County ausgestellt wurden. Roberta und Walter Townsend stellten Jones Arbeiten Kunsthändlern und Galeristen vor. 1952 wurden ihre Gemälde mit Werken anderer 115 Künstler auf der Pyramid Club Art Show in Philadelphia ausgestellt. Nach 1957 ging ihr künstlerisches Schaffen krankheitsbedingt zurück, obwohl sie bis zu ihrem Tod am 31. Januar 1959 aktiv blieb. 1974 zeigte das Delaware Art Museum in Wilmington Gemälde von den Autodidakten Ida Jones und Horace Pippin. Eine zweite posthume Ausstellung fand 1988 im African American Museum in Philadelphia statt. Die Chester County Historical Society installierte in der Kreisstadt West Chester eine umfassende Ausstellung mit dem Titel „To Everything A Season: Die Kunst und das Leben von Ida Jones“, in der die enge Beziehung zwischen Ida Jones’ Leben und ihrer Umgebung untersucht wurde.